# LaPerm
Le laPerm est une race de chat originaire des États-Unis. Ce chat de taille moyenne est caractérisé par sa robe à poils frisés.

## Origines
La race fut créée en 1982, aux États-Unis, dans l'État de l'Oregon par une femme du nom de Linda Koehl. Les poils frisés sont dus à une mutation naturelle des gènes d'une de leurs chattes de ferme nommée Curly. Elle ne reçut aucun traitement de faveur par rapport aux autres chats de la ferme, jusqu'au jour où elle se coinça dans le moteur d'une camionnette et fut blessée. Pour la soigner, elle resta à l'intérieur et devint une véritable chatte de maison.

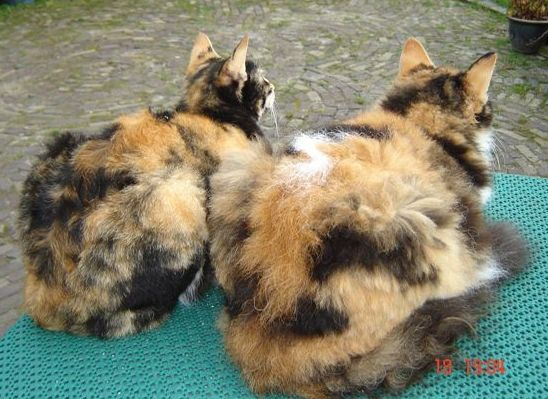
La fourrure frisée du laPerm.

C'est ainsi que les Koehl purent apprécier son caractère attachant et affectueux. Elle eut par la suite une portée. Le gène bouclé étant dominant, les cinq chatons (tous des mâles) avaient également cette caractéristique particulière. C'est ainsi que commença l'élevage de laPerm. 
Afin d'avoir des avis extérieurs, Linda emmena ses chats dans diverses expositions félines. Les juges, les autres éleveurs et les visiteurs lui confirmèrent qu'elle avait des chats très spéciaux. Avec le soutien de plusieurs personnes importantes dans les associations de race, le laPerm obtint le statut de race à part et un programme d'élevage fut établi.
Aujourd'hui, bien que peu présent en Europe, le laPerm s'est exporté dans beaucoup d'autres pays à travers le monde.

## Standards
Le gène frisé du laPerm est totalement différent des autres races bouclées comme le Devon Rex ou le Selkirk Rex. On trouve des laPerms à poil mi-long et à poil court.

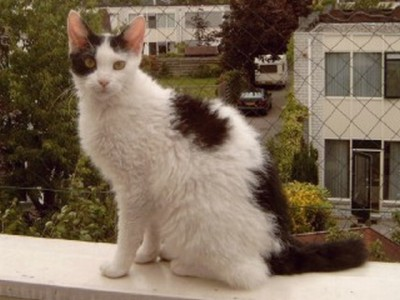
LaPerm bicolore à poil court.

C'est un chat de taille moyenne, assez élégant et bien musclé. Son poids peut surprendre pour sa taille. La queue est bien proportionnée avec le corps, les pattes également avec des pieds bien ronds.

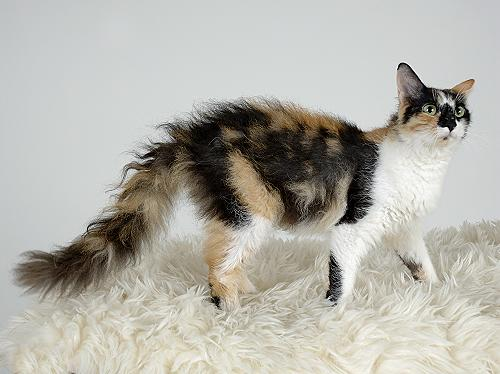
Laperm tricolore à poil mi-long.

La tête forme un triangle dont les contours sont adoucis. Le nez est large, les oreilles de taille moyenne et bien ouvertes à leur base. Des plumets sont un avantage. 
La fourrure donne l'impression de vagues. Elle est bien moelleuse. En outre, elle a l'avantage de perdre peu de poils comparé à d'autres races. 
Chez les chats à poil court, il n'y a pas de boucles sur la collerette et les oreilles.
Chez les sujets à poil mi-long, les boucles sont très présentes sur la gorge et forment une collerette. Les moustaches et les sourcils sont également longs et bouclés ainsi que les poils à l'intérieur des oreilles.
Toutes les robes et toutes les couleurs sont acceptées.

## Caractère
Les laPerms sont décrits comme des chats très affectueux, appréciant de se percher sur l'épaule de ses propriétaires. Bien sûr, ces traits de caractère sont parfaitement individuels et avant tout fonction de l'histoire de chaque individu.

### Sources
- (en) Cet article est partiellement ou en totalité issu de l’article de Wikipédia en anglais intitulé « LaPerm » (voir la liste des auteurs).